# Thebe (Tochter des Kilix)
Thebe (altgriechisch Θήβη Thḗbē) ist in der griechischen Mythologie die Tochter des Kilix, Gattin des Korybas, eines Sohnes der Kybele und des Iasion.
Als Namensgeberin des hypoplakischen Theben in Kilikien eventuell zu identifizieren mit Thebe, der Tochter des Adramys und Frau des Herakles.